# Нижнепоповское сельское поселение
Нижнепоповское сельское поселение — муниципальное образование в Белокалитвинском районе Ростовской области.
Административный центр поселения — хутор Нижнепопов.

## География
Территория Нижнепоповского сельского поселения составляет 40км, протяженность с севера на юг 13 км. Удаленность от муниципального района 8 км, областного центра 176 км. Территорию пересекает 2 реки.

## История
Статус и границы муниципального образования «Нижнепоповское сельское поселение» (далее также - Нижнепоповское сельское поселение) определены Областным законом от 14.12.2004 г. № 218-ЗС «Об установлении границу и наделении соответствующим статусом муниципального образования «Белокалитвинский район» и муниципальных образований в его составе».

## Административное устройство
В состав Нижнепоповского сельского поселения входят:
- хутор Нижнепопов,
- хутор Апанасовка,
- хутор Верхнепопов,
- хутор Дороговский,
- хутор Живые Ключи,
- хутор Муравейник,
- хутор Павлов,
- посёлок Сосны.

## Население
| 2010  | 2012  | 2013  | 2014  | 2015  | 2016  | 2017  |
| ----- | ----- | ----- | ----- | ----- | ----- | ----- |
| 4716  | ↘4624 | ↘4491 | ↘4378 | ↗4379 | ↘4336 | ↘4281 |
| 2018  | 2019  | 2020  | 2021  |       |       |       |
| ↗4284 | ↘4243 | ↘4202 | ↘4164 |       |       |       |